# بورتيا سيمبسون-ميلر
بورتيا لوكريتيا سيمبسون-ميلر (بالإنجليزية: Portia Lucretia Simpson-Mille)‏ هي سياسية جامايكية ولدت في يوم 12 ديسمبر 1945. هي من حزب الشعب الوطني. تولت منصب رئاسة الوزراء مرتين، تولت الحكم أول مرة من سنة 2006 إلى سنة 2007. وثم أصبحت رئيسة وزراء جامايكا من سنة 2012 وبقيت في المنصب حتى سنة 2016. وهي أول امرأة تتولى رئاسة الوزراء. خلفها في الحكم رئيس الوزراء أندرو هولنيس.